# Páhi Ferenc
Páhi Ferenc (Szentes, 1903. szeptember 2. – Szentes, 1978. július 12.) tisztviselő, levéltáros, helytörténész.

## Életútja
1921-ben szerzett tanítói oklevelet a kiskunfélegyházi Állami Tanítóképző Intézetben. Ugyanebben az évben szülővárosa polgármesteri hivatalában helyezkedett el mint napidíjas, 1922-től mint irodasegédtiszt. Hivatali pályafutásával párhuzamosan jogi tanulmányokat folytatott a szegedi Ferenc József Tudományegyetemen, ahol 1931-ben államtudományi, 1932-ben pedig jogtudományi doktori képesítést szerzett. 1934-ben a szentesi helyhatóságtól vármegyei aljegyzői címmel áthelyezték a szintén Szentesen székelő Csongrád vármegyei árvaszékre. Már e pozíciójában is ellátott levéltári feladatokat, mígnem 1940-ben Csongrád vármegye főlevéltárnokává nevezték ki.
A második világháború vége felé, 1944-ben katonai szolgálatra rendelték be. A harci cselekmények során szovjet hadifogságba esett, s csak a háború lezárultával, 1945-ben került haza. 1945-től 1949-ig folytatta a gyámhatósági munkát mint a vármegyei árvaszék ülnöke, illetve elnökhelyettese. 1950-ben a Csongrád Megyei Levéltár igazgatójává nevezték ki, e posztot töltötte be 1972. évi nyugdíjazásáig.

## Munkássága
Tudományos kutatásaiban és publikációiban főként levéltár-módszertani kérdésekkel foglalkozott, helytörténeti munkáiban feltárta Csongrád megye gazdaságtörténetének és közigazgatási múltjának több fejezetét.

## Főbb művei
- Levéltári tapasztalatcsere a múlt század végén. Levéltári Szemle, 1961.
- A kereskedelmi igazgatás fejlődése. Levéltári Szemle, 1962.
- Pusztaszertől Pusztaszerig: Dokumentumok Csongrád megye életéből. Összeáll. Páhi Ferenc és Schneider Miklós. Szeged. 1965.
- 75 éves a Hódmezővásárhelyi Divat Kötöttárugyár. Írta Páhi Ferenc és Schneider Miklós. Szeged. 1966.
- A Csongrád városi direktórium szervezete és működése. Budapest. 1969.
- A felekezeti anyakönyvek rendezése a Szentesi Levéltárban. Levéltári Szemle, 1971.
- Az abszolutizmus közigazgatásának első évei Szentesen. Levéltári Közlemények, 1974–1975.
- Szentes utcanevei. Írta Barta László és Páhi Ferenc. Szeged. 1980.